# Giáo hoàng Clêmentê III
Clêmentê III (Latinh: Clemens III) là vị Giáo hoàng thứ 174 của giáo hội công giáo.
Theo niên giám tòa thánh năm 1806 thì ông đắc cử Giáo hoàng năm 1187 và ở ngôi Giáo hoàng trong 3 năm 3 tháng 9 ngày. Niên giám tòa thánh năm 2003 xác định ông đắc cử Giáo hoàng ngày 19 tháng 12 năm 1187, ngày khai mạc chức vụ mục tử đoàn chiên chúa là ngày 20 tháng 12 và ngày kết thúc triều đại của ông vào tháng 3 năm 1191.
Giáo hoàng Clemens III sinh tại Roma gọi là Paolino Scolari. Ít lâu sau khi được bầu, ông thành công làm dịu những căng thẳng giữa Giáo hội và cư dân Rôma bằng cách cho phép các công dân Rôma tự mình bầu các quan chức của họ trong khi Giáo hoàng giữ quyền chọn tổng đốc thành phố.
Ông đã đem lại hoà bình cho Roma, sau thời gian 60 năm các Giáo hoàng đã bị buộc rời khỏi thành phố. Clemens III lại trở về Rôma và làm hoà với Frederick Barbarossa. Ông tổ chức cuộc Thập Tự Chinh III trong đó có sự tham gia của Venice, Pisa, Genoa và các vua chúa chính ở châu Âu, có vua nước Anh, Richard, tham gia. Trong cuộc chiến này Barbarossa bị thiệt mạng.